# Albert Fritz
Albert Fritz (Jestetten, 30 maart 1947 – Schaffhausen, 1 september 2019) was een Duits wielrenner die vooral als baanwielrenner actief is geweest.

## Biografie
Fritz was beroepsrenner van 1968 tot 1985. Hij kende vooral succes als zesdaagsewielrenner. Hij nam deel aan in totaal 198 zesdaagsen, waarvan hij er in totaal 34 won. Hij neemt daarmee een gedeelde 11e plaats in op de ranglijst aller tijden. Van die 34 heeft hij er 13 samen met zijn landgenoot Wilfried Peffgen behaald. 
Als baanrenner werd hij in 1969 nationaal kampioen achtervolging bij de profs, de enige nationale titel in zijn carrière.
In het begin van zijn profloopbaan was hij ook actief op de weg, getuige zijn overwinning in 1970 in de 9e etappe van de Ronde van Zwitserland.

## Overzicht zesdaagse overwinningen
| Nr. | Jaar | Zesdaagse van | Samen met                          |
| --- | ---- | ------------- | ---------------------------------- |
| 1.  | 1970 | Dortmund      | Rudi Altig                         |
| 2.  | 1971 | Keulen        | Rudi Altig                         |
| 3.  | 1971 | Bremen        | Rudi Altig                         |
| 4.  | 1971 | Brussel       | Sigi Renz                          |
| 5.  | 1972 | Münster       | Sigi Renz                          |
| 6.  | 1972 | Zürich        | Wilfried Peffgen en Graeme Gilmore |
| 7.  | 1973 | Münster       | Wilfried Peffgen                   |
| 8.  | 1975 | Keulen        | Wilfried Peffgen                   |
| 9.  | 1976 | München       | Wilfried Peffgen                   |
| 10. | 1976 | Zürich        | Wilfried Peffgen                   |
| 11. | 1976 | Herning       | Wilfried Peffgen                   |
| 12. | 1977 | Bremen        | Wilfried Peffgen                   |
| 13. | 1978 | Keulen        | Wilfried Peffgen                   |
| 14. | 1978 | Bremen        | Wilfried Peffgen                   |
| 15. | 1978 | Münster       | Wilfried Peffgen                   |
| 16. | 1979 | Rotterdam     | Patrick Sercu                      |
| 17. | 1979 | Antwerpen     | René Pijnen en Michel Vaarten      |
| 18. | 1979 | Hannover      | Patrick Sercu                      |
| 19. | 1979 | Londen        | Patrick Sercu                      |
| 20. | 1979 | Münster       | Wilfried Peffgen                   |
| 21. | 1979 | Zürich        | Patrick Sercu                      |
| 22. | 1980 | Bremen        | Patrick Sercu                      |
| 23. | 1980 | Kopenhagen    | Patrick Sercu                      |
| 24. | 1980 | Gent          | Patrick Sercu                      |
| 25. | 1981 | Keulen        | Patrick Sercu                      |
| 26. | 1981 | Kopenhagen    | Patrick Sercu                      |
| 27. | 1981 | Zürich        | Dietrich Thurau                    |
| 28. | 1982 | Keulen        | Wilfried Peffgen                   |
| 29. | 1982 | Bremen        | René Pijnen                        |
| 30. | 1983 | Keulen        | Dietrich Thurau                    |
| 31. | 1983 | Frankfurt     | Dietrich Thurau                    |
| 32. | 1983 | Maastricht    | Dietrich Thurau                    |
| 33. | 1984 | Bremen        | Dietrich Thurau                    |
| 34. | 1984 | Kopenhagen    | Dietrich Thurau                    |

| Aantal | Samen met                         |
| ------ | --------------------------------- |
| 13     | - Wilfried Peffgen                |
| 9      | - Patrick Sercu                   |
| 6      | - Dietrich Thurau                 |
| 3      | - Rudi Altig                      |
| 2      | - René Pijnen - Sigi Renz         |
| 1      | - Graeme Gilmore - Michel Vaarten |

## Resultaten in voornaamste wedstrijden op de weg
| Jaar | Ronde van Italië | Ronde van Frankrijk | Ronde van Spanje |
| ---- | ---------------- | ------------------- | ---------------- |
| 1971 |                  | opgave              |                  |

- Gemeinsame Normdatei: 1210562332
- Virtual International Authority File: 5174159035170301380003